# Pilot Rock (municipalité)
Cet article concerne la municipalité du nord-est de l'Oregon. Pour la montagne située dans le sud-ouest de l'État, voir Pilot Rock.
Pilot Rock est une municipalité américaine située dans le comté d'Umatilla en Oregon.
Lors du recensement de 2010, sa population est de 1 502 habitants. La municipalité s'étend alors sur une superficie de 1,47 mille carré (3,81 km2).
Andrew Sturtevant s'implante sur ces terres en 1862, lors de la ruée vers l'or. En 1868, il ouvre le premier bureau de poste local. Pilot Rock devient une municipalité le 10 janvier 1902. La localité doit son nom à une falaise basaltique située à proximité.